# مجلس شؤون الجامعات
مجلس شؤون الجامعات هو مجلس حكومي سعودي تأسس بموجب نظام الجامعات الجديد الذي أقره مجلس الوزراء في 29 أكتوبر 2019، ويتولى تنظيم شؤون الجامعات وإقرار السياسات والاستراتيجيات للتعليم الجامعي في السعودية.

## الاختصاصات
يتولى مجلس شؤون الجامعات عددا من الاختصاصات من أبرزها: إقرار سياسات واستراتيجيات للتعليم الجامعي، وإعداد اللوائح التنظيمية للجامعات والكليات الأهلية وفروع الجامعات الأجنبية في السعودية والرقابة عليها، وكذلك إقرار اللوائح المالية والإدارية والأكاديمية وأيضا المنظمة للاستثمار والإيرادات الذاتية للجامعات، وإدارة الأوقاف، كما يتولى إقرار اللوائح المنظمة للجمعيات العلمية والكراسي البحثية ومراكز البحث والابتكار وريادة الأعمال في الجامعات وغير ذلك من الاختصاصات ذات العلاقة.

## الأعضاء
يتكون مجلس الجامعات السعودي من:
1. وزير التعليم، يوسف بن عبدالله البنيان (رئيساً).
2. الدكتور عبد الرحمن بن عبد الله البراك.
3. الدكتور خالد بن عبد الله السبتي.
4. نائب وزير التعليم للجامعات والبحث والابتكار الدكتور محمد بن أحمد السديري.
5. نائب وزير المالية الأستاذ عبدالمحسن بن سعد الخلف.
6. رئيس جامعة الفيصل الأهلية، محمد بن علي آل هيازع
7. نائب وزير الموارد البشرية والتنمية الاجتماعية الدكتور عبد الله بن ناصر أبو ثنين.
8. نائب وزير الاقتصاد والتخطيط المهندس عمار بن محمد نقادي.
9. نائب وزير الخدمة المدنية.
10. رئيس هيئة تقويم التعليم والتدريب، الدكتور وليد بن محمد الصالح.
11. مدير جامعة الإمام عبد الرحمن بن فيصل، عبد الله الربيش.
12. مديرة جامعة الأميرة نورة بنت عبد الرحمن، إيناس العيسى.
13. رئيس جامعة جازان الدكتور محمد بن حسن أبو راسين.
14. رئيس جامعة جدة عدنان بن سالم بن سليمان الحميدان.
15. الأمين العام لمجلس شؤون الجامعات الأستاذ الدكتور بسام بن عبد الله البسام.[3]

## تاريخ المجلس
- في فبراير 2020م صدرت موافقة خادم الحرمين الشريفين الملك سلمان بن عبد العزيز آل سعود على تشكيل أول مجلس لشؤون الجامعات في السعودية.[4]
- في 2 مايو 2024م أصدر مجلس شؤون الجامعات قراراً بفتح باب القبول لخريجي الثانوية العامة في الجامعات الحكومية من مناطق السعودية كافة ابتداءً من العام الدراسي 1446هـ، ودون حصر القبول على المنطقة الإدارية التي تتبع لها الجامعة.[5]